# Народный комиссариат почт и телеграфов СССР
Наро́дный комиссариа́т почт и телегра́фов СССР (сокр. Наркомпо́чтель СССР, аббрев. НКПТ, НКПиТ) — почтово-телеграфное ведомство СССР c 1923 по 1932 годы, имевшее статус центрального органа государственного управления и созданное для организации и деятельности различных видов связи, включая почтовую.

## Краткая история
Организован в 1923 году, после образования СССР, на основе Народного комиссариата почт и телеграфов РСФСР (НКПТ РСФСР). Положение о НКПТ СССР было принято 12 ноября 1923 года на сессии ВЦИК СССР.
Комиссариат имел структуру центрального аппарата и местных органов связи, аналогичную НКПТ РСФСР. В союзных республиках были созданы округа связи, которые, как правило, возглавлялись уполномоченными НКПТ СССР при правительстве данной республики.
В результате изменения административно-территориального деления СССР в 1924—1926 годах существовала следующая структура органов управления связью:
- НКПТ СССР,
- областные (краевые) управления связи,
- окружные конторы,
- отделения и агентства связи.

В 1932 году НКПТ СССР был преобразован в Народный комиссариат связи СССР.

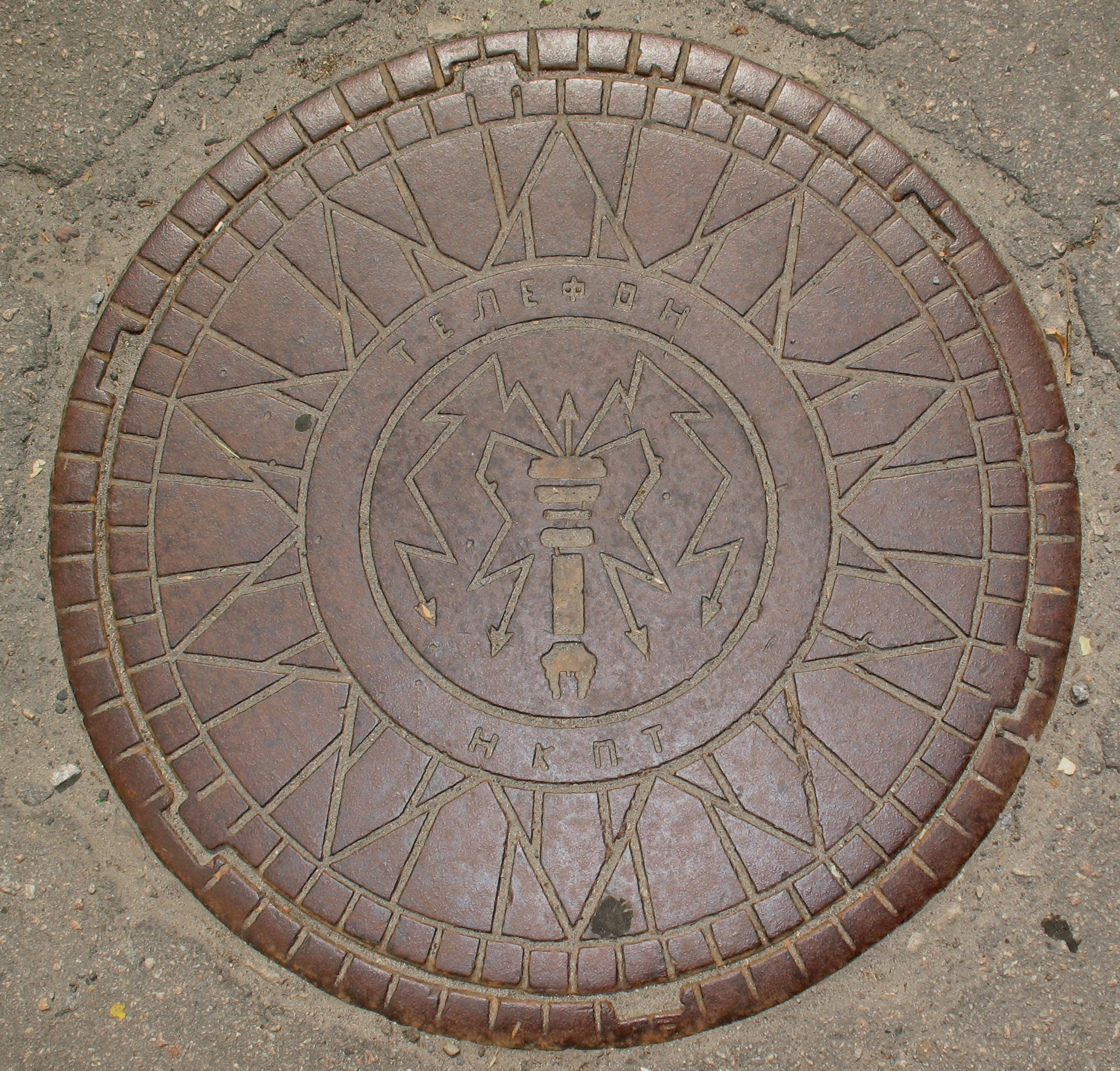
Вариант эмблемы наркомата в виде электрического разъёма и изолятора с молниями на крышке телефонного люка
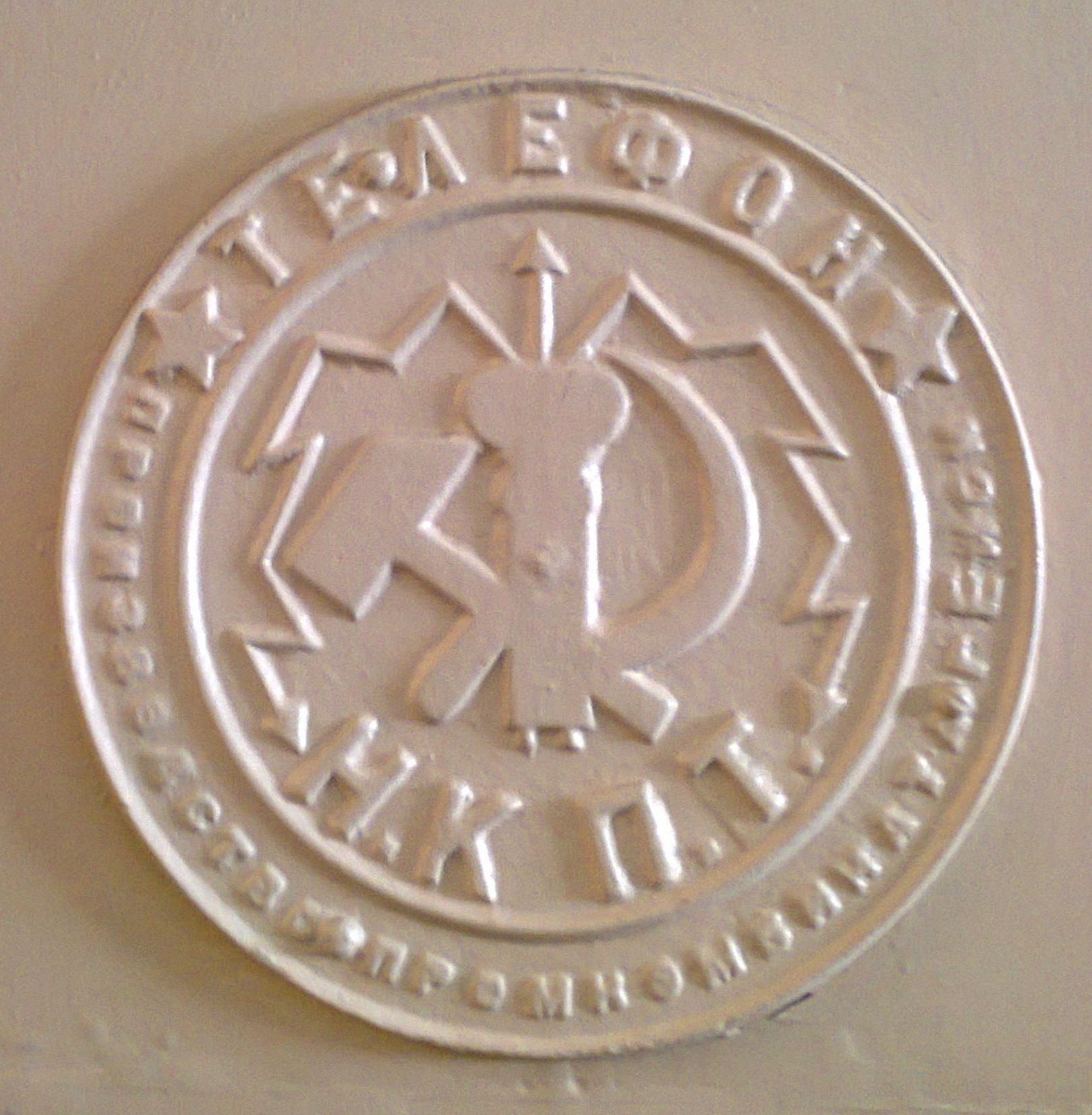
Эмблема НКПТ на дверце телефонного шкафа в Ленинграде
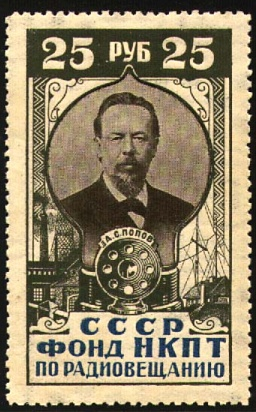
Фонд НКПТ СССР по радиовещанию: марка сбора на развитие радиовещания, с портретом А. С. Попова (1926)

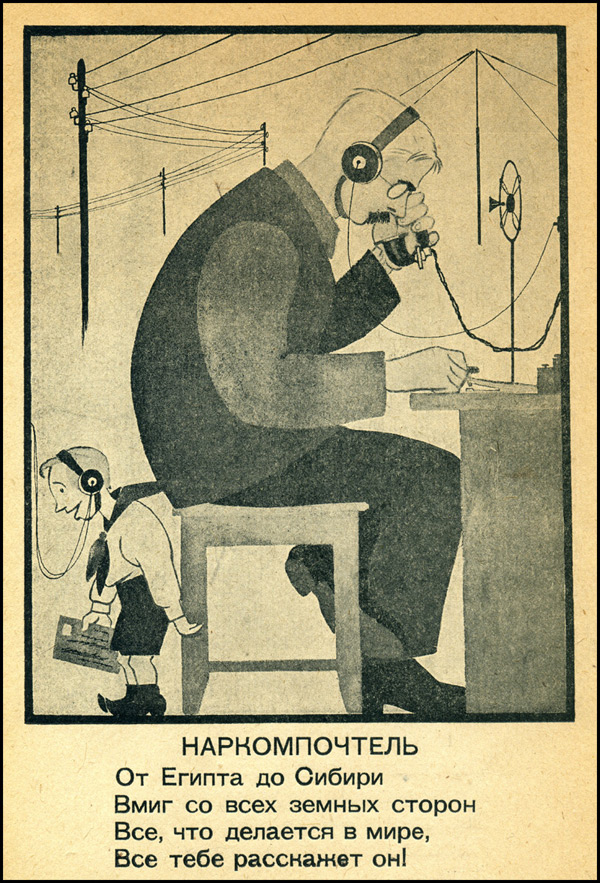
Шарж на И. Н. Смирнова (из серии «Твои наркомы у тебя дома», 1920-е)

## Наркомы почт и телеграфов СССР
Руководителями НКПТ СССР в разное время были:
- 6 июля 1923 — 12 ноября 1927 — Иван Никитич Смирнов;
- 12 ноября 1927 — 16 января 1928 — Артемий Моисеевич Любович;
- 16 января 1928 — 30 марта 1931 — Николай Кириллович Антипов;
- 30 марта 1931 — 17 января 1932 — Алексей Иванович Рыков.